# Mamadou Sy
Pour les articles homonymes, voir Sy.
Ne doit pas être confondu avec Mamoudou Sy.
Mamadou Sy, né le 28 juillet 1985 à Paris, est un joueur français de basket-ball. Il évolue au poste d'ailier. Ses 3 frères sont basketteurs, notamment Bandja et Amara qui évoluent en Pro A.